# 配置計画
配置計画（はいちけいかく、layout plan）とは、建築用語では設備や施設を敷地内に建物施設の建設計画を行う際に、全体を構成する要素である施設、建築物、動線、空地（くうち）等をどのように配置するかを示す敷地計画（site plan）の意味合いと、各階フロアにおける家具や設備配置のプランニングなどを表す。
敷地計画の場合は周辺を含む敷地環境、敷地の物理的、社会的特長等を考慮し、配置される要素の効果が最大限に生じることが望まれる。
建築用語・都市計画用語で、都市基幹施設や土地利用の概略的な配置計画を都市全体について定めておき、個々の地区を開発するゾーニングという手法などや施設の都市計画の構成要素として、都市基幹施設や公共公益施設の配置計画、また緑地には公共公益施設における植栽地等で使用されるほか、設備の場合などで使用される。
この用語は、このほかには学校配置計画といった自治体規模の施設計画の、そして配属案検討の意味合いでの使用方法があり、集積回路設計の一工程にも配置計画（フロアプラン）がある。
配置計画を示した図面を「配置図」と呼ぶ。

## 配置計画の例
- PAエンジニアが行うスピーカーの配置計画
- Sequence-pair - 集積回路設計の一工程である配置計画（フロアプラン）での利用を目的として開発
- 集積回路設計配置計画
- 成田国際空港 航空会社再配置計画
- 配線用差込接続器の配置計画
- コントロールスウィートの基本配置計画・コントロールルームの配置計画
- ポラリスSLBM分散配置計画（アメリカ）
- 学校の、教室配置計画
- 学校再配置計画 - 教育委員会による公立高等学校適正配置計画、中学校適正配置計画、小学校再配置計画（これに伴い廃校になるケースも）など
- 電源開発発電所配置計画 - 見直しに伴い改めて経済産業省に原子炉設置許可申請
- 小島 (愛媛県)軍事施設配置計画
- LANパーティー配置計画
- ボザール様式芸術作品としての住宅配置計画
- 柏の葉施設配置計画
- 鉄筋コンクリート構造による柱の配置計画
- 福島第一原子力発電所#配置計画
- 応急仮設住宅団地における配置計画
- ターミナルビルなどの配置計画
- 学校建築のクラスター型教室配置計画
- キャンパス配置計画
- 都市や敷地における施設配置計画
- 幹線道路の配置計画
- 新市街地の配置計画
- 緑地配置計画
- モダニズムの合理的手法による建物の配置計画
- 総合病院施設整備配置計画
- 中央港業務センター配置計画
- 都市の通りの配置計画
- 工場・工業地帯全体の配置計画

など。